# Jan Thomas Jenssen
Jan Thomas Jenssen (* 1. April 1996 in Trondheim) ist ein norwegischer Skilangläufer.

## Werdegang
Jenssen, der für den Hommelvik IL startet, nahm bis 2016 an Juniorenrennen teil. Bei den Junioren-Weltmeisterschaften 2016 in Râșnov gewann er die Goldmedaille mit der Staffel. Zudem errang er dort den 13. Platz über 15 km Freistil. Im Dezember 2016 absolvierte er in Lillehammer seine ersten Rennen im Scandinavian-Cup und belegte dabei den 58. Platz über 10 km Freistil und den 21. Rang im 30-km-Massenstartrennen. Dort startete er auch zu Beginn der Saison 2017/18 erstmals im Weltcup und lief dabei auf den 52. Platz im Skiathlon. Im weiteren Saisonverlauf kam er im Scandinavian-Cup zweimal auf den dritten und einmal auf den zweiten Platz und erreichte damit den neunten Platz in der Gesamtwertung des Scandinavian-Cups. Bei den U23-Weltmeisterschaften 2018 in Goms holte er die Silbermedaille im Sprint. Zudem errang er dort den 29. Platz im Skiathlon. Im Januar 2019 wurde er beim Scandinavian-Cup in Vuokatti Zweiter im 30-km-Massenstartrennen und bei den U23-Weltmeisterschaften in Lahti Achter über 15 km Freistil. Nach Platz eins über 15 km Freistil beim FIS-Rennen in Gålå zu Beginn der Saison 2019/20, holte er in Vuokatti über 15 km Freistil seinen ersten Sieg im Scandinavian-Cup. Daraufhin nahm er an der Tour de Ski 2019/20 teil, die er auf dem 18. Platz beendete. Dabei holte er in Lenzerheide mit dem achten Platz im 15-km-Massenstartrennen seine ersten Weltcuppunkte.

## Erfolge

### Siege bei Weltcuprennen

#### Weltcupsiege im Einzel
| Nr. | Datum             | Ort  | Disziplin                  |
| --- | ----------------- | ---- | -------------------------- |
| 1.  | 26. November 2023 | Ruka | 20 km Freistil Massenstart |

#### Weltcupsiege im Team
| Nr. | Datum            | Ort       | Disziplin            |
| --- | ---------------- | --------- | -------------------- |
| 1.  | 3. Dezember 2023 | Gällivare | 4 × 7,5 km Staffel 1 |

### Siege bei Continental-Cup-Rennen
| Nr. | Datum             | Ort       | Disziplin                      | Serie            |
| --- | ----------------- | --------- | ------------------------------ | ---------------- |
| 1.  | 15. Dezember 2019 | Vuokatti  | 15 km Freistil Individualstart | Scandinavian-Cup |
| 2.  | 20. März 2022     | Akureyri  | 15 km Freistil Massenstart     | Scandinavian-Cup |
| 3.  | 18. Dezember 2022 | Östersund | 20 km Freistil Massenstart     | Scandinavian-Cup |
| 4.  | 15. Januar 2023   | Falun     | 30 km klassisch Massenstart    | Scandinavian-Cup |